# Memorijalni spomen turnir Zvonko Mikolčević
Memorijalni spomen turnir "Zvonko Mikolčević" je tradicionalni nogometni turnir za klubove u seniorskoj konkurenciji, koji se održava u mjetu Ruščica, Općina Klakar, Brodsko-posavska županija, a organizira ga klub "Posavac". 

## O turniru
Turnir se održava od 1991. godine, u spomen na Zvonka Mikolčevića, prvog poginulog hrvatskog branitelja s područja Brodsko-posavska županije, djelatnika MUP-a i bivšeg nogometaša "Posavca", kao i za ostale poginule branitelje s područja Općine Klakar. 
 
Na turniru uglavnom nastupaju 4 kluba, te se igra tradicionalno u srpnju. Sudionici turnira su uglavnom prvoligaši i drugoligaški klubovi iz Hrvatske i Hercegovine, te također iz Slovenije. 
 
Iako organizator NK "Posavac" Ruščica je nastupio samo na prvim izdanjima turnira. 
 
Uz seniorski turnir se često igra turnir i za mlađe selekcije, te različite prijateljske i revijalne utakmice. 

## Pobjednici i pregled sudionika po godinama
| godina    | datum                    | pobjednik                  | drugopasirani               | trećeplasirani              | četvrti                     | ostali sudionici napomene                   | izvori                      |
| --------- | ------------------------ | -------------------------- | --------------------------- | --------------------------- | --------------------------- | ------------------------------------------- | --------------------------- |
| 1991. (1) | 21. srpnja 1991.         | Slavonac Gornja Bebrina    | Graničar Klakar             | Omladinac Gornja Vrba       | VSK Donja Vrba              | sudjelovalo 12 klubova                      |                             |
| 1991. (2) | 17. – 18. kolovoza 1991. | Posavac Ruščica            | Omladinac Staro Topolje     | Omladinac Gornja Vrba       | Graničar Brodski Varoš      | sudjelovalo 8 klubova                       |                             |
| 1993.     | 24. – 25. srpnja 1993.   | Željezničar Slavonski Brod | Graničar Županja            | PPK Kutjevo                 | Lokomotiva Vinkovci         |                                             |                             |
| 1994.     | 30. – 31. srpnja 1994.   | Đakovo                     | Spačva Vinkovci             | Slavonija Požega            | Brod (Slavonski Brod)       |                                             |                             |
| 1995.     | 22. – 23. srpnja 1995.   | Cibalia Vinkovci           | Slavonija Požega            | Hrvatski dragovoljac Zagreb | Marsonia Slavonski Brod     |                                             |                             |
| 1996.     | 20. – 21. srpnja 1996.   | Slavonija Požega           | Cibalia Vinkovci            | Hrvatski dragovoljac Zagreb | Marsonia Slavonski Brod     |                                             |                             |
| 1997.     | 19. – 20. srpnja 1997.   | Marsonia Slavonski Brod    | Croatia Đakovo              | Slavonija Požega            | Amater Slavonski Brod       |                                             |                             |
| 1998.     | 25. – 26. srpnja 1998.   | Mladost 127 Suhopolje      | Marsonia Slavonski Brod     | Cibalia Vinkovci            | Orašje                      |                                             |                             |
| 1999.     | 10. – 11. srpnja 1999.   | Cibalia Vinkovci           | Marsonia Slavonski Brod     | Hrvatski dragovoljac Zagreb | Vukovar 91                  |                                             |                             |
| 2000.     | 15. – 16. srpnja 2000.   | Cibalia Vinkovci           | Marsonia Slavonski Brod     | Sloga Nova Gradiška         | Kamen Ingrad Velika         |                                             |                             |
| 2001.     | 14. – 15. srpnja 2001.   | Cibalia Vinkovci           | Kamen Ingrad Velika         | Osijek                      | Marsonia Slavonski Brod     |                                             |                             |
| 2002.     | 13. – 14. srpnja 2002.   | Marsonia Slavonski Brod    | Cibalia Vinkovci            | Kamen Ingrad Velika         | Zovko-Žepče                 |                                             |                             |
| 2003.     | 12. – 13. srpnja 2003.   | Kamen Ingrad Velika        | Osijek                      | Marsonia Slavonski Brod     | Orašje                      |                                             |                             |
| 2004.     | 13. – 14. srpnja 2004.   | Marsonia Slavonski Brod    | Orašje                      | Tomislav Donji Andrijevci   | Osijek                      |                                             |                             |
| 2005.     | 9. – 10. srpnja 2005.    | Kamen Ingrad Velika        | Cibalia Vinkovci            | Metalac Osijek              | Marsonia Slavonski Brod     |                                             |                             |
| 2006.     | 15. – 16. srpnja 2006.   | Cibalia Vinkovci           | Vukovar 91                  | Orašje                      | Marsonia Slavonski Brod     |                                             |                             |
| 2007.     | 14. – 15. srpnja 2007.   | Cibalia Vinkovci           | Orašje                      | Marsonia Slavonski Brod     | Slavonac CO Stari Perkovci  |                                             |                             |
| 2008.     | 19. – 20. srpnja 2008.   | Cibalia Vinkovci           | Croatia Sesvete             | Orašje                      | Marsonia Slavonski Brod     |                                             |                             |
| 2009.     | 11. – 12. srpnja 2009.   | Cibalia Vinkovci           | Lokomotiva Zagreb           | Karlovac                    | Željezničar Sarajevo        |                                             |                             |
| 2010.     | 10. – 11. srpnja 2010.   | Cibalia Vinkovci           | Karlovac                    | MV Croatia Slavonski Brod   | Sloboda Tuzla               |                                             |                             |
| 2011.     | 9. – 10. srpnja 2011.    | Inter Zaprešić             | Sloboda Tuzla               | Cibalia Vinkovci            | Osijek                      |                                             |                             |
| 2012.     | 7. – 8. srpnja 2012.     | Slaven Belupo Koprivnica   | Luka Koper                  | Sloboda Tuzla               | Cibalia Vinkovci            |                                             |                             |
| 2013.     | 29. – 30. srpnja 2013.   | Olimpic Sarajevo           | Velež Mostar                | Osijek                      | Hrvatski dragovoljac Zagreb |                                             |                             |
| 2014.     | 5. – 6. srpnja 2014.     | Sloboda Tuzla              | Olimpic Sarajevo            | Cibalia Vinkovci            | Marsonia Slavonski Brod     |                                             |                             |
| 2015.     | 25. – 26. srpnja 2015.   | Cibalia Vinkovci           | Marsonia Slavonski Brod     | Dinamo II Zagreb            | Orašje                      |                                             |                             |
| 2016.     | 2. – 3. srpnja 2016.     | Metalleghe BSI Jajce       | Vitez                       | Cibalia Vinkovci            | Olimpic Sarajevo            | Trepča Kosovska Mitrovica (morali odustati) | [ 4 ] [ 5 ] [ 6 ] [ 7 ]     |
| 2017.     | 29. – 30. srpnja 2017.   | Čapljina                   | Hrvatski dragovoljac Zagreb | Marsonia Slavonski Brod     | Orašje                      |                                             | [ 8 ] [ 9 ] [ 10 ]          |
| 2018.     | 28. – 29. srpnja 2018.   | Marsonia Slavonski Brod    | Oriolik Oriovac             | Cibalia Vinkovci            | Vukovar 1991                |                                             | [ 11 ] [ 12 ] [ 13 ]        |
| 2019.     | 3. – 4. kolovoza 2019.   | Dubrava Tim Kabel Zagreb   | Zvijezda Gradačac           | Osijek II                   | Marsonia Slavonski Brod     |                                             | [ 14 ] [ 15 ] [ 16 ]        |
| 2020.     | 17. – 19. srpnja 2020.   | Osijek II                  | Dubrava Tim Kabel Zagreb    | Cibalia Vinkovci            | NAŠK Našice                 |                                             | [ 17 ] [ 18 ] [ 19 ] [ 20 ] |

## Klubovi sudionici
nepotpun popis 
| - Čapljina - Zvijezda Gradačac - Metalleghe BSC Jajce - Velež Mostar - Orašje - Olimpik Sarajevo (Olimpic) - Željezničar Sarajevo - Sloboda Tuzla - Vitez - Žepče (Zovko-Žepče) - Graničar Brodski Varoš - Zvonimir Donja Vrba (VSK) - Tomislav Donji Andrijevci - Croatia Đakovo - Đakovo - Slavonac Gornja Bebrina - Omladinac Gornja Vrba | - Karlovac 1919 (Karlovac) - Graničar Klakar - Slaven Belupo Koprivnica - Kutjevo (PPK Kutjevo) - NAŠK Našice - Sloga Nova Gradiška - Oriolik Oriovac - Metalac Osijek - Osijek (Osijek II) - Slavonija Požega - Posavac Ruščica - Croatia Sesvete - Amater Slavonski Brod - Marsonia Slavonski Brod - MV Croatia 1976 Slavonski Brod (MV Croatia) - Željezničar Slavonski Brod (Brod) | - Perkovci (Stari Perkovci) (Slavonac CO) - Omladinac Staro Topolje - Suhopolje (Mladost 127) - Kamen Ingrad Velika - Cibalia Vinkovci - Spačva Vinkovci - Vinkovci (Lokomotiva) - Vukovar 1991 - Vukovar 91 - Dinamo Zagreb (Dinamo II) - Dubrava Zagreb (Dubrava Tim Kabel) - Hrvatski dragovoljac Zagreb - Lokomotiva Zagreb - Inter Zaprešić - Graničar Županja - Koper (Luka Koper) |

## Unutarnje poveznice
- NK Posavac Ruščica
- Ruščica

## Vanjske poveznice
- nkposavacruscica.wordpress.com, službene stranice NK "Posavac"
- nkposavacruscica.wordpress.com, Memorijal “Zvonko Mikolčević”
- sbplus.hr, Memorijal Zvonko Mikolčević  Arhivirana inačica izvorne stranice od 9. kolovoza 2020. (Wayback Machine)